# Susanna Rigacci
Susanna Rigacci (nascida em 16 de maio de 1960) é uma cantora / soprano italiana nascida na Suécia.

## Vida pregressa
Susanna Rigacci nasceu em 1960 em Estocolmo, Suécia, filha do compositor e maestro M. ° Bruno Rigacci . Ela se formou em música no conservatório Luigi Cherubini em Florença, e fez uma pós-graduação com sucesso com Iris Adami Corradetti . Sob a sua orientação, Susanna foi premiada no Concurso Internacional "Maria Callas " (Concorso RAI, 1983), e no "Sängerförderungspreis", no Mozarteum (Salzburg, 1985).

## Carreira
Na Itália, Susanna Rigacci se apresentou nos teatros de maior prestígio, como: La Scala em Milão, Maggio Musicale Fiorentino, La Fenice em Veneza, The Opera House em Roma, Filarmonico em Verona, Massimo em Palermo, Regio em Parma, Bellini em Catania e Comunale em Bolonha.
Ela também se apresentou no Carnegie Hall em Nova York, Opéra Comique e Théatre Châtelet em Paris, Praga Filarmônica, Royal Albert Hall e Queen Elizabeth Hall em Londres, Opéra de Wallonie em Liège, Sibelius Academy em Helsinque, Fundação Gulbenkian em Lisboa, Wexford Festival, Teatro Municipale em Mallorca e Staatteater em Berna.
Seu repertório lírico soprano gira principalmente em torno do barroco italiano ( Vivaldi, Scarlatti, Cimarosa, Baldassare Galuppi, Pergolesi, Boccherini, Stradella, Gasparini, Sacchini ), de quem fez várias gravações com os Solisti Veneti, regidos por Claudio Scimone (Erato) para as marcas Philips e Bongiovanni. Seu repertório de Rossini e Donizetti inclui Don Pasquale - exibido para a transmissão alemã, L'elisir d'amore, La figlia del reggimento, Il signor Bruschino, Il Barbiere di Siviglia, La cambiale di matrimonio .
Rigacci também é especialista em música contemporânea atuando nas mais prestigiadas instituições e eventos como: Bienal de Veneza ; a Sinfonietta de Londres ; o RAI em Roma, Torino e Milão; a Orquestra Pomeriggi Musicali em Milão; a Orquestra Sinfônica da Sicília; e Festival Di Ghibellina. Ela interpretou Webern, Berg, Schönberg, Berio, Nono, Sciarrino e Casavola, e interpretou algumas composições de Togni, Pennisi, D'Amico pela primeira vez para um público. Ela também foi a principal intérprete na apresentação italiana de abertura de La gatta inglese ( O Gato Inglês ) de Henze no Teatro Comunale di Bologna .
Susanna Rigacci alterna sua atuação em concertos com repertório de música de câmara e desde 2001 tem sido uma intérprete frequente com Ennio Morricone em suas turnês pela Europa e no exterior.
Em fevereiro de 2011, participou do Festival de Sanremo como vocalista da música "I Confess" de Mauro Ermanno Giovanardi, ao lado do artista La Crus, recebendo elogios da crítica e do público.
Em setembro de 2013, o Festival Omega de Florença dedicou uma noite com Susanna Rigacci em um dos salões mais importantes de Florença, o Limonaia di Villa Strozzi. Ao piano estava seu irmão, M. ° Pietro Rigacci; as peças musicais tocadas foram de Haendel, Vivaldi, Rossini, Donizetti, Puccini e outros. Um grupo de alunos do ISTITUTO EUROPEO participou no concerto, que foi um grande sucesso.

### Ensino
Além de seu perfil público, Susanna Rigacci também é professora credenciada de Técnica Vocal. Ela combina suas atividades de concerto com o ensino de master classes na AEF, Accademia Europea Di Firenze e também lecionou na Scuola Musicale em Fiesole, perto de Florença, Itália. Ela é procurada por muitos alunos para suas aulas de especialização internacionalmente, ensinando para um grande número de alunos estrangeiros em 5 línguas (sueco, italiano, inglês, francês e alemão).

## Prêmios e elogios
- 1983 - premiado por sua atuação no Concurso Internacional "Maria Callas" (Concorso RAI).
- 1985 - primeiro prémio "Sängerförderungspreis", no Mozarteum de Salzburgo.
- 2008 - recebeu o "Prêmio Internacional G. Verdi" em reconhecimento à sua carreira notável.

## Mídia

### Discografia Parcial
| Ano  | Título                        | Compositor          |
| ---- | ----------------------------- | ------------------- |
| 2000 | Suite Aspern                  | Salvatore Sciarrino |
| 2000 | Boccherini: Gioas Re di Giuda | Luigi Boccherini    |
| 2004 | Cantate Da Camera A Voce e BC | Francesco Gasparini |

### DVD
| Ano  | Título                                       | Função  | Detalhes de produção                                                                                                 |
| ---- | -------------------------------------------- | ------- | --- |
| 1985 | Don Pasquale                                 | Norina  | colaboração entre RAI Radiotelevisione Italiana e Bibo TV Germany                                                    |
| 2004 | Ennio Morricone, Arena Concerto              | Soprano | apresentação de concerto na Arena de Verona, Itália. Ennio Morricone regendo, com a Orquestra Roma Sinfonietta .     |
| 2007 | Ennio Morricone, Peace Notes: Live in Venice | Soprano | apresentação de concerto na Piazza San Marco, em Veneza. Ennio Morricone regendo, com a Orquestra Roma Sinfonietta . |